# Belfor

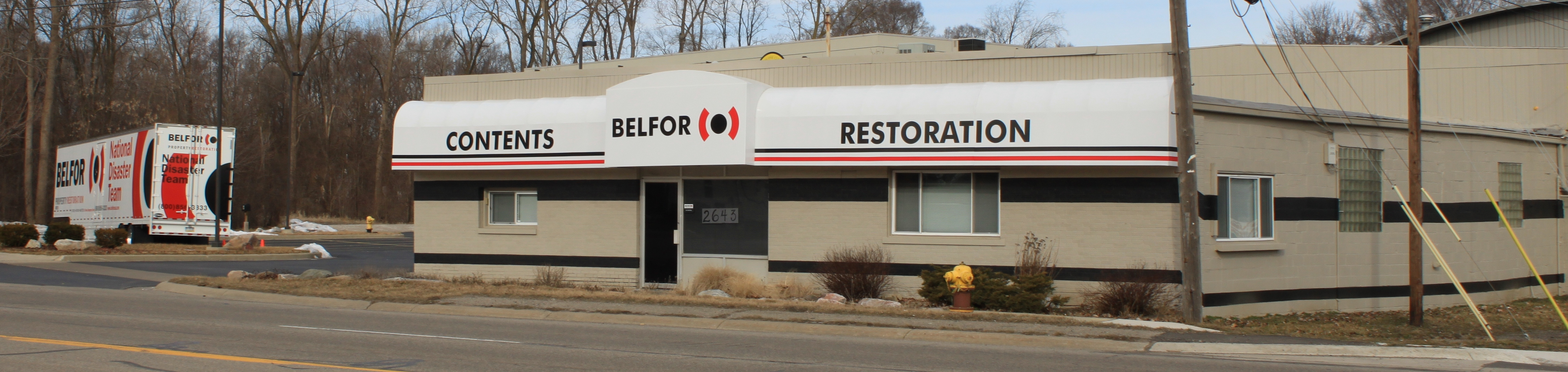
Zweigniederlassung von Belfor in Ypsilanti (Michigan).

Belfor ist ein US-amerikanisches Unternehmen auf dem Gebiet der Schadensanierung. Dies umfasst sowohl Schadenbegrenzungsmaßnahmen nach Brand- und Wasserschadensvorfällen, als auch Sanierungen nach Großschadensereignissen. Der Hauptfokus Belfors liegt auf der sogenannten „Property Restoration“, also der Wiederherstellung von beschädigten Vermögensgegenständen. In diesem Zuge werden durch das Unternehmen Dekontaminationen, Dokumentenrettungen und Trockenlegungsarbeiten durchgeführt. In 55 Ländern betreibt das Unternehmen nach eigenen Angaben über 450 Niederlassungen. Die zentrale Organisation innerhalb der Belfor-Gruppe ist die BELFOR Holdings Inc. Diese befindet sich in Privatbesitz und kontrolliert die Anteile an den operativen Töchtern. Aufgrund seiner führenden Position in einem recht kleinen Nischenmarkt, kann Belfor als ein Hidden Champion betrachtet werden.